# Dhyan Chand
Dhyan Chand (29 de agosto de 1905 — 3 de dezembro de 1979) foi um jogador de hóquei sobre a grama indiano. Ele é amplamente considerado por muitos como o maior jogador de hóquei sobre a grama da história mundial. Ele era conhecido por seu extraordinário controle de bola e feitos de gols, além de ganhar três medalhas de ouro olímpicas, em 1928, 1932 e 1936, durante uma era em que a Índia dominava o hóquei em campo. A influência de Dhyan Chand se estendeu além dessas vitórias, já que a Índia venceu o evento de hóquei em sete das oito Olimpíadas de 1928 a 1964.
Conhecido como O Mágico (The Wizard ou The Magician) por seu excelente controle de bola, Chand jogou internacionalmente de 1926 a 1949, onde marcou 570 gols em 185 partidas de acordo com sua autobiografia, Goal, e mais de 1.000 gols em toda sua carreira nacional e internacional. A BBC o chamou de "o equivalente do hóquei a Muhammad Ali". O Governo da Índia concedeu a Chand a terceira maior honraria civil da Índia, o Padma Bhushan em 1956. Seu aniversário, 29 de agosto, é comemorado como Dia Nacional do Esporte na Índia todos os anos. A maior honraria esportiva da Índia, o Prêmio Major Dhyan Chand Khel Ratna, leva seu nome.

## Início da vida
Chand nasceu em Allahabad em 29 de agosto de 1905 em uma família Rajput de Sharadha Singh e Sameshwar Singh. O pai de Chand foi alistado no Exército Indiano Britânico, onde jogou hóquei para o exército. Ele tinha dois irmãos - Mool Singh e Roop Singh, este último também era jogador de hóquei. Por causa das inúmeras transferências do exército de seu pai, a família teve que se mudar para cidades diferentes e, como tal, Chand teve que encerrar sua educação após apenas seis anos de escolaridade. A família finalmente se estabeleceu em Jhansi, Uttar Pradesh, Índia.
Chand estudou na Universidade Muçulmana de Aligarh, em Aligarh, e finalmente se formou no Victoria College, em Gwalior, em 1932. Como estava no exército, seu pai conseguiu um pequeno pedaço de terra para uma casa. Young Chand não tinha nenhuma inclinação séria para esportes, embora amasse luta livre. Ele afirmou que não se lembrava se jogou algum hóquei digno de menção antes de se juntar ao Exército, embora tenha dito que ocasionalmente se entregava a jogos casuais em Jhansi com seus amigos.

## Carreira
Em 29 de agosto de 1922 – seu 17º aniversário – Chand alistou-se no 1º Brahmans do Exército Indiano Britânico como um sipaio (soldado). Uma reorganização do exército naquele ano resultou no 1º Brahmans se tornando o 1º Regimento de Punjab. Entre 1922 e 1926, Chand jogou exclusivamente torneios de hóquei do exército e jogos regimentais. Chand foi finalmente selecionado para a equipe do Exército Indiano que faria uma turnê pela Nova Zelândia. A equipe venceu 18 partidas, empatou duas e perdeu apenas uma, recebendo elogios de todos os espectadores. Depois disso, nas duas partidas de teste contra o time da Nova Zelândia, a equipe venceu a primeira e perdeu por pouco a segunda. Retornando à Índia, Chand foi promovido a Lance Naik em 1927.
Após fazer lobby com sucesso para reintroduzir o hóquei de campo nas Olimpíadas, a recém-formada Federação Indiana de Hóquei (IHF) fez preparativos para enviar sua melhor equipe possível para as Olimpíadas de Amsterdã de 1928. Em 1928, um Torneio Interprovincial foi realizado para selecionar os membros da equipe. Cinco equipes participaram das nacionais inaugurais – Províncias Unidas (UP), Punjab, Bengala, Rajputana e Províncias Centrais. Chand obteve permissão do Exército para jogar pela equipe das Províncias Unidas.
Em seu primeiro jogo no torneio, Dhyan Chand como centroavante, e Marthins, seu ponta-direita, jogaram muito bem juntos. Chand atraiu muita atenção com seu trabalho inteligente com o taco. Suas corridas penetrantes e passes criteriosos pareciam garantir a ele uma posição no time que participaria dos Jogos Olímpicos. No início do jogo, ficou evidente que Chand estava no seu melhor. Ele levou a bola para a direita e Marthins fez bem em dar-lhe um bom passe. Rápido como um raio, Dhyan Chand chutou um gol. A bola atingiu um dos tacos dos defensores e foi para a rede, não dando chance ao goleiro Collie. Um gol em 3 minutos do início foi mais do que o mais otimista dos torcedores do UP poderia esperar. No intervalo, o UP liderava por três gols a zero.
Nas Olimpíadas de Verão de Amsterdã de 1928, a equipe indiana foi colocada na tabela da divisão A, com Áustria, Bélgica, Dinamarca e Suíça. Em 17 de maio, a seleção indiana de hóquei fez sua estreia olímpica contra a Áustria, vencendo por 6 a 0, com Chand marcando 3 gols. No dia seguinte, a Índia derrotou a Bélgica por 9 a 0; no entanto, Chand marcou apenas uma vez. Em 20 de maio, a Dinamarca perdeu para a Índia por 5 a 0, com Chand marcando três. Dois dias depois, ele marcou 4 gols quando a Índia derrotou a Suíça por 6 a 0. A partida final ocorreu em 26 de maio, com a Índia enfrentando o time da casa, a Holanda. Os melhores jogadores da equipe indiana, Feroze Khan, Ali Shaukat e Kehar Singh Gill, estavam na lista de doentes e o próprio Chand estava doente. No entanto, mesmo com um lado esquelético, a Índia conseguiu derrotar os anfitriões por 3 a 0 (com Singh marcando 2), e a equipe indiana conquistou a primeira medalha de ouro olímpica do país. Chand foi o artilheiro do torneio, com 14 gols em cinco partidas.

## Legado

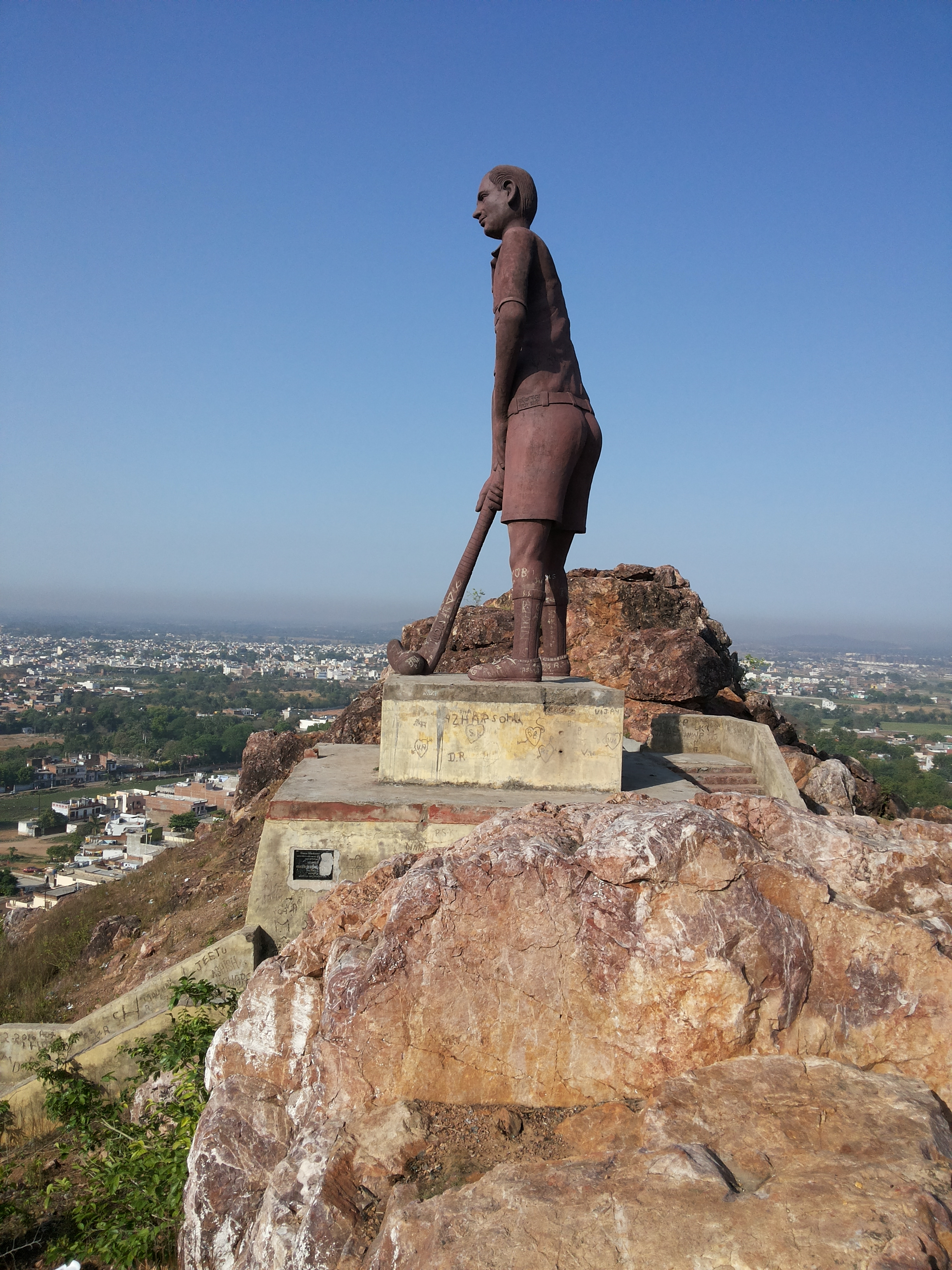
Estátua de Dhyan Chand, localizada na colina Sipri, Jhansi.

Dhyan Chand continua sendo uma figura lendária no hóquei indiano e mundial. Suas habilidades foram glorificadas em várias histórias e anedotas apócrifas. Várias delas giram em torno do fato de que Singh tinha um controle extraordinário sobre o drible da bola. O aniversário de Chand, 29 de agosto, é comemorado como Dia Nacional do Esporte na Índia desde 1995. O presidente distribui prêmios relacionados ao esporte, como o Major Dhyanchand Khel Ratna, o Prêmio Arjuna e o Prêmio Dronacharya neste dia no Rashtrapati Bhavan.
Em 1995, a estátua de nove pés de Chand foi inaugurada no Estádio Nacional, em Delhi, por ocasião de seu 90º aniversário de nascimento. O estádio foi renomeado Estádio Nacional Dhyan Chand em 2002 em sua homenagem. No mesmo ano, o maior prêmio da Índia por conquistas ao longo da vida nos esportes, o Prêmio Dhyan Chand, foi instituído. Ele tem sido concedido anualmente desde então, a figuras esportivas que não apenas contribuem por meio de suas performances, mas também contribuem para seu esporte mesmo após a aposentadoria.
Um albergue na Universidade Muçulmana de Aligarh, da qual ele era ex-aluno, foi nomeado em sua homenagem. Ele marcou mais de 1.000 gols em toda a sua carreira nacional e internacional, de 1926 a 1948, tornando-se o maior artilheiro da história do hóquei.
Um campo de hóquei Astroturf, no Indian Gymkhana Club em Londres, recebeu o nome da lenda do hóquei indiano Dhyan Chand. O Governo da Índia emitiu um selo postal comemorativo e um First Day Cover em homenagem a Dhyan Chand. Ele continua sendo o único jogador de hóquei indiano a ter um selo em sua homenagem. Chand estava entre os indicados considerados para o maior prêmio civil da Índia, Bharat Ratna, para 2014 e houve apoio para isso. O prêmio foi então concedido a Sachin Tendulkar e CNR Rao. Os familiares de Dhyan Chand ficaram decepcionados com a decisão do governo. Um RTI foi arquivado sugerindo que o Gabinete do Primeiro-Ministro havia ignorado a recomendação do Ministério do Esporte de conceder o prêmio a Sachin Tendulkar.
Uma lição sobre Dhyan Chand escrita pelo autor K. Arumugam do capítulo intitulado The Wizard em seu livro, The Great Indian Olympians, foi incluída nos livros didáticos da 9ª série pelo NCERT no ano de 2002-2003.